# فینال جام قهرمانان کونکاکاف ۲۰۲۵
فینال جام قهرمانان کونکاکاف ۲۰۲۵، مسابقه پایانی جام قهرمانان کونکاکاف ۲۰۲۵، شصتمین دوره مسابقات فوتبال باشگاهی آمریکای شمالی، آمریکای مرکزی و کارائیب بود که توسط کونکاکاف برگزار شد. این مسابقه در ۱ ژوئن ۲۰۲۴ برگزار شد.
فینال به صورت تک‌بازی بین تیم‌های ونکوور وایتکپس از لیگ برتر فوتبال و کروز آزول از لیگا ام‌اکس برگزار شد. کروز آزول به دلیل سابقه بهتر خود در مراحل اولیه این رقابت‌ها، میزبان این مسابقه بود. برنده این مسابقه به جام بین قاره‌ای فیفا ۲۰۲۵ و جام جهانی باشگاه‌ها ۲۰۲۹ راه یافت.

## پیش زمینه
باشگاه فوتبال ونکوور وایتکپس اولین حضور خود را در فینال جام قهرمانان کونکاکاف تجربه کرد و پس از مونترال ایمپکت در سال ۲۰۱۵ و تورنتو در سال ۲۰۱۸، سومین تیم کانادایی بود که این کار را انجام می‌داد.
کروز آزول هفتمین حضور خود در فینال جام قهرمانان را تجربه کرد. با احتساب نسخه‌هایی که بدون بازی فینال در سال‌های ۱۹۷۰ و ۱۹۹۶ به پیروزی رسیدند، این نهمین حضور آنها در فینال است.

### فینال‌های قبلی
| تیم            | حضور قبلی (پررنگ نشانه قهرمانی است)                |
| -------------- | -------------------------------------------------- |
| کروز آزول      | ۸ (۱۹۶۹, ۱۹۷۰, ۱۹۷۱, ۱۹۹۶, ۱۹۹۷, ۲۰۰۹, ۲۰۱۰, ۲۰۱۴) |
| ونکوور وایتکپس | اولین                                              |

## مکان

### انتخاب میزبان
فینالیستی که در مراحل قبلی (به غیر از مرحله اول) عملکرد بهتری داشت، کروز آزول، فینال را در ورزشگاه المپیکو یونیورسیتاریو در مکزیکوسیتی میزبانی کرد.

| رتبه | تیم            | بازی | برد | مساوی | باخت | گل زده | گل خورده | گل تفاضل | امتیاز | فینال  |
| ---- | -------------- | ---- | --- | ----- | ---- | ------ | -------- | -------- | ------ | ------ |
| ۱    | کروز آزول (H)  | ۶    | ۳   | ۳     | ۰    | ۸      | ۳        | ۵+       | ۱۲     | میزبان |
| ۲    | ونکوور وایتکپس | ۶    | ۲   | ۴     | ۰    | ۱۱     | ۷        | ۴+       | ۱۰     |        |

## مسیر تا فینال
نکته: در تمام نتایج زیر، امتیاز فینالیست ابتدا داده می‌شود (H: میزبان؛ A: مهمان).
| کروز آزول    | کروز آزول | کروز آزول | کروز آزول  | مرحله         | ونکوور وایتکپس | ونکوور وایتکپس | ونکوور وایتکپس | ونکوور وایتکپس |
| ------------ | --------- | --------- | ---------- | ------------- | -------------- | -------------- | -------------- | -------------- |
| حریف         | مجموع     | بازی رفت  | بازی برگشت |               | حریف           | مجموع          | بازی رفت       | بازی برگشت     |
| ریل هوپ      | ۷–۰       | ۲–۰ (A)   | ۵–۰ (H)    | مرحله اول     | ساپریسا        | ۳–۲            | ۱–۲ (A)        | ۲–۰ (H)        |
| سیاتل ساندرز | ۴–۱       | ۰–۰ (A)   | ۴–۱ (H)    | یک‌هشتم نهایی  | مونتری         | ۳–۳ (گ.ز.)     | ۱–۱ (H)        | ۲–۲ (A)        |
| آمریکا       | ۲–۱       | ۰–۰ (A)   | ۲–۱ (H)    | یک‌چهارم نهایی | اونام          | ۳–۳ (گ.ز.)     | ۱–۱ (H)        | ۲–۲ (A)        |
| اونال        | ۲–۱       | ۱–۱ (A)   | ۱–۰ (H)    | نیمه نهایی    | اینتر میامی    | ۵–۱            | ۲–۰ (H)        | ۳–۱ (A)        |

## پخش
در کانادا، این مسابقه از طریق وان‌ساکر، یک سرویس پخش اشتراکی که به صورت خطی از تلوس تی‌وی نیز پخش می‌شود، پخش شد. سایر پخش‌کنندگان شامل فاکس اسپورتس و تی‌یودی‌ان در ایالات متحده؛ توبی در مکزیک؛ استار پلاس در آمریکای مرکزی، کارائیب و آمریکای جنوبی؛ و کانال یوتیوب کونکاکاف در برخی مناطق بودند.

## فرمت
در حالی که بقیه مسابقات به صورت رفت و برگشت برگزار شد، فینال به صورت تک‌بازی برگزار شد که برنده آن به عنوان قهرمان معرفی می‌شد. تیم «میزبان» این مسابقه، تیمی بود که در مرحله یک‌هشتم نهایی و پس از آن عملکرد بهتری داشت.

## مسابقه
| کروز آزول                                                | ۵–۰   | ونکوور وایتکپس |
| -------------------------------------------------------- | ----- | -------------- |
| - ریورو ۸' - فاراولی ۲۸' - سپولویدا ۳۷'، ۵۰' - بوگوش ۴۵' | گزارش |                |

| کروز آزول | ونکوور وایتکپس |

| کمک داوران: کیتزل کورالس (نیکاراگوئه) ریموندو فلیتز (جمهوری دومینیکن) داور چهارم: اسماعیل کورنیخو (السالوادور) کمک‌داور ویدئویی: بنجامین پیندا (کاستاریکا) کمک کمک‌داور ویدئویی: ایوان بارتون (السالوادور) | قوانین بازی - ۹۰ دقیقه وقت قانونی - ۳۰ دقیقه وقت اضافه در صورت لزوم - ضربات پنالتی اگر نتیجه همچنان مساوی است - دوازده بازیکن نیمکت‌نشین - حداکثر پنج تعویض، به همراه تعویض ششم در وقت اضافه |